# 層雲峡ユースホステル

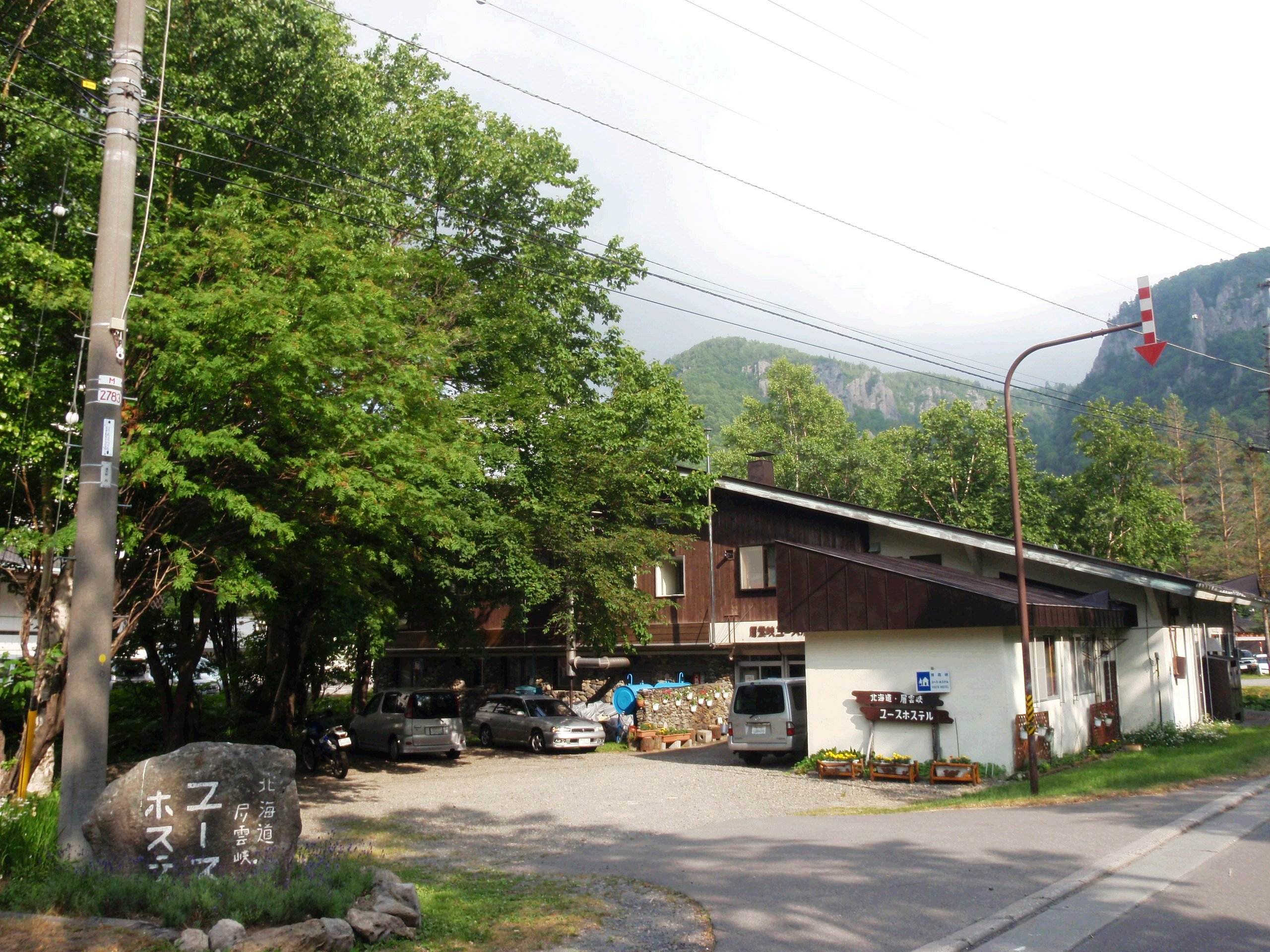
外観

層雲峡ホステル（そううんきょうホステル）は北海道上川郡上川町層雲峡のユースホステル。

## 設備
- 宿泊棟
  - ドミトリー（男女別相部屋）
  - 個室（畳）
  - 個室（ベッド付き）
- 談話室
- 売店
- コインランドリー
- 共同シャワー
  - 温泉や湯舟は備えていない。近隣の層雲峡温泉ホテル等で日帰り入浴が可能。

## 営業期間
6月下旬～10月中旬
（4月上旬から予約受付）

## 交通アクセス
- 石北本線上川駅から道北バスにて約35分、層雲峡バスセンター下車、徒歩7分。
- 旭川駅前から道北バスにて約2時間（上川駅前経由）、層雲峡バスセンター下車、徒歩7分。
- 旭川紋別自動車道上川層雲峡ICから車で約30分。